# Футбольный матч Австрия — ФРГ (1978)
Футбольный матч Австрия — ФРГ 1978 года — матч между сборными Австрии и ФРГ, прошедший в рамках третьего тура второго группового этапа чемпионата мира 1978 года, проходившего в Аргентине. По итогам этого матча должны были определиться один финалист и один участник матча за третье место из группы A. Игра состоялась 21 июня 1978 года в 13:45 в аргентинском городе Кордова на стадионе «Шато Каррерас» в присутствии 38318 зрителей. Матч судил израильский арбитр Абрахам Кляйн.
Сборную Западной Германии, действовавшего чемпиона мира, при некоторых раскладах для выхода в утешительный финал (игра за 3-е место) устраивала даже ничья, а вот победа с разницей в пять мячей при условии ничьи в параллельной игре Нидерланды — Италия выводила западных немцев в финал. Сборная Австрии уже выбыла из борьбы за медали досрочно и ни на что не претендовала. Однако австрийцы сенсационно выиграли 3:2, что привело к вылету сборной ФРГ из борьбы за медали. В истории спорта Австрии этот матч известен как Кордовское чудо (нем. Wunder von Córdoba), а в истории Германии он остался, соответственно, как Кордовский позор (нем. Schmach von Córdoba). После поражения главный тренер сборной Западной Германии Хельмут Шён подал в отставку.

## Перед игрой

### Турнирное положение
Перед матчем турнирное положение группы A выглядело так:
| Место | Сборная    | Очки | Разница мячей |
| ----- | ---------- | ---- | ------------- |
| 1     | Нидерланды | 3    | 7:3           |
| 2     | Италия     | 3    | 1:0           |
| 3     | ФРГ        | 2    | 2:2           |
| 4     | Австрия    | 0    | 1:6           |

- На первом месте шла сборная Нидерландов, обыгравшая Австрию 5:1 и сыгравшая вничью с Западной Германией 2:2. Ей предстояло сыграть решающий матч с Италией, в случае победы она выходила в финал.
- На втором месте шла сборная Италии, обыгравшая Австрию 1:0 и сыгравшая нулевую ничью с ФРГ. Ей предстояло сыграть решающий матч с Нидерландами, в случае победы она выходила в финал.
- На третьем месте шла сборная Западной Германии, которой предстояла встреча с австрийцами. Судьба западных немцев также зависела от исхода встречи в параллельном матче.
  - В случае ничьей в матче Нидерланды — Италия сборной ФРГ для продолжения борьбы за медали нужно было только побеждать. Причём для выхода в финал нужна была победа с разницей в 5 или более мячей. Также немцев могла устроить разница в 4 мяча, если у сборной ФРГ будет больше забитых голов, чем у нидерландцев. Победа с меньшим разрывом давала западным немцам только возможность побороться за бронзу.
  - В случае победы одной из сборных в матче Нидерланды — Италия сборная ФРГ утрачивала все шансы на выход в финал. Но в случае победы над австрийцами западные немцы получали право на матч за третье место. Также Западной Германии для этого могло хватить ничьей с Австрией, если в параллельном матче проигравшая команда будет иметь отрицательную разность забитых и пропущенных мячей.
  - Любой другой результат оставлял ФРГ без медалей вообще.
- На четвёртом месте шла сборная Австрии, которая потеряла все шансы на борьбу за медали после двух матчей, однако её победа над ФРГ могла радикально повлиять на итог борьбы за места в финале и матче за третье место.

### Подготовка к матчу
Западная Германия считалась фаворитом матча, поскольку являлась действовавшим чемпионом мира и представляла собой грозную силу — в составе были даже игроки, выигрывавшие ещё чемпионат Европы 1972 года (Зепп Майер и Берти Фогтс), а также победители предыдущего чемпионата мира (те же Майер и Фогтс, а также Бернд Хёльценбайн и Райнер Бонхоф). Также костяк команды составляли и серебряные призёры чемпионата Европы 1976 года — Дитер Мюллер, Хайнц Флоэ и Бернард Диц). Впрочем, перед чемпионатом мира главный тренер «бундестим» Хельмут Шён заявил, что если ФРГ останется без медалей, то он покинет свой пост. Это серьёзно давило на игроков.
Сборная Австрии была особенно мотивирована — матчи с ФРГ всегда являлись для австрийцев принципиальнейшими. Австрийцы в полуфинале чемпионата мира 1954 года проиграли западным немцам со счётом 1:6 и в итоге стали третьими на том турнире, за что команда Хельмута Сенековича очень хотела отомстить. К тому же в послевоенные годы сборная Австрии ни разу не побеждала сборную ФРГ. Австрийцам уже нечего было терять, и они могли выложиться на все 100 % в последнем матче.

## Матч

### Отчёт о матче
| Австрия   | Австрия | ФРГ | ФРГ   |
| · Австрия | 21 июня 1978 года, 13:45, Кордова Счёт: 3:2 (0:1) Судья: Абрахам Кляйн Помощники судьи: Антонио Жозе да Силва Гарриду, Алоиз Яргуз Отчёт о встрече Архивная копия от 12 декабря 2013 на Wayback Machine                                                         | 21 июня 1978 года, 13:45, Кордова Счёт: 3:2 (0:1) Судья: Абрахам Кляйн Помощники судьи: Антонио Жозе да Силва Гарриду, Алоиз Яргуз Отчёт о встрече Архивная копия от 12 декабря 2013 на Wayback Machine                                                            | · ФРГ |
| · Австрия | 1. Фридрих Концилия 2. Роберт Зара 5. Бруно Пеццай 3. Эрих Обермайер 14. Генрих Штрассер 7. Йозеф Хикерсбергер 12. Эдуард Кригер 8. Херберт Прохазка 10. Вильгельм Кройц 9. Ханс Кранкль 18. Вальтер Шахнер (17. Франц Оберахер, 71') Тренер: Хельмут Сенекович | 1. Зепп Майер 2. Берти Фогтс 4. Рольф Рюссман 3. Бернард Диц 5. Манфред Кальц 6. Райнер Бонхоф 15. Эрих Бер (20. Ханси Мюллер, 46') 11. Карл-Хайнц Румменигге 7. Рюдигер Абрамчик 17. Бернд Хёльценбайн 14. Дитер Мюллер (9. Клаус Фишер, 61') Тренер: Хельмут Шён | · ФРГ |
| · Австрия | 1' Роберт Зара · 1' Герберт Прохазка · 59′ (авт.) Берти Фогтс · 68′ Ханс Кранкль · 87′ Ханс Кранкль | 1' Рюдигер Абрамчик · 19′ Карл-Хайнц Румменигге · 68′ Бернд Хёльценбайн | · ФРГ |

### Ход встречи
Уже в самом начале матча трём игрокам предъявили по жёлтой карточке: ими стали австрийцы Роберт Зара и Герберт Прохазка, а также немец Рюдигер Абрамчик. К слову, эти карточки стали единственными в матче. Счёт удалось открыть уже на 19-й минуте встречи: отличился Карл-Хайнц Румменигге. Вместе с тем параллельно в Буэнос-Айресе шла встреча голландцев и итальянцев, в которой счёт был открыт в ту же минуту: Эрни Брандтс срезал мяч в собственные ворота. До 59-й минуты западные немцы вели в счёте, однако назвать игру лёгкой было нельзя: добиться разницы в пять мячей и дождаться ничьи в матче немцы просто не могли, поскольку австрийцы, несмотря на отсутствие мотивации, хотели в последнем матче «громко хлопнуть дверью» и преподнести сенсацию. На 51-й минуте в параллельном матче голландец Эрни Брандтс сравнял счёт. А спустя 8 минут немецкая оборона провалилась: Берти Фогтс не успел справиться с Хансом Кранклем и в итоге забил в собственные ворота. Счёт стал 1:1.
На 68-й минуте всё тот же Кранкль вывел австрийцев вперёд, но не прошло и минуты, как Бернд Хёльценбайн снова восстановил равновесие. Счёт 2:2 позволял западным немцам отправиться в утешительный финал и давал какую-то теоретическую надежду на победу со счётом 7:2 и крупнее. Но на 76-й минуте Ари Хан забил второй гол в ворота итальянцев, который стал в итоге для голландцев победным. Немцы оказались в критическом положении: австрийцы продолжали осаждать ворота бундестим, а финал уплывал из рук. Западные немцы пытались сделать всё, что было в их силах, но на 87-й минуте Кранкль забил третий гол австрийцев, поставив точку в этом матче.

## После матча

### Итоги турнира
Австрия одержала победу со счётом 3:2, хотя и осталась на последнем месте. Западные немцы только благодаря лучшей разнице забитых и пропущенных мячей (в те времена этот критерий был важнее личной встречи) обошли австрийцев, оставшись в итоге без медалей. Итальянцы в итоге уступили в матче за третье место Бразилии 2:1, а со счётом 3:1 в финале победу одержала Аргентина, победив Нидерланды.

### Реакция на исход встречи
Австрийцы заранее купили билеты на самолёты, поскольку прекрасно знали, что за медали они уже не смогут побороться даже теоретически. Но эта сенсационная победа внесла корректировки в их планы: вернувшихся футболистов в Австрии приветствовали многочисленные восторженные фанаты, радовавшиеся победе Австрии над принципиальнейшими противниками из ФРГ. Австрийцы испытывали не только восторг от победы, но и злорадство, радуясь неудаче немцев. Триумф сборной Австрии был сравним лишь с победами лыжников Тони Зайлера и Франца Кламмера, а австрийскую сборную с этого момента стали всё чаще и чаще называть «Героями Кордовы». В 2009 году, спустя 31 год после грандиозной победы Австрии, в 21-м округе Вены Флоридсдорф появилась Кордовская площадь (нем. Cordobaplatz). Попасть на эту площадь можно по Эди-Фингер-Штрассе (нем. Edi-Finger-Straße) — улице, которую назвали в честь комментатора, освещавшего ту встречу.
Спустя некоторое время после вылета делегации Австрии ошарашенные игроки сборной ФРГ также покинули Аргентину, не ожидая услышать ничего хорошего от своих фанатов. Матч в Западной Германии был назван «Кордовским позором», фанаты выражали множество негативных эмоций — презрение, недоверие, разочарование и растерянность. Масла в огонь добавлял тот факт, что ФРГ проиграла Австрии, с которой у неё были тесные культурные связи, что вызывало огромное раздражение у западных немцев. Тем не менее, первый гол Ханса Кранкля был назван в Западной Германии «лучшим голом месяца». Об этом матче игроки почти не вспоминали, лишь изредка обмениваясь колкими фразами и не угрожая друг другу.

## Память о матче
Комментировавший ту встречу австриец Эди Фингер запомнился своей фразой «Я с ума сойду!» (нем. I wer' narrisch!), выкрикнув её после второго гола Ханса Кранкля. Эта фраза стала крылатой в австрийском спорте. Ниже приведена стенограмма его комментария на последних минутах встречи.

И сейчас Зара удержал мяч в безнадёжном положении, пас налево… Аплодисменты звучат в его адрес, с мячом Кранкль. Обходит последнего […] защитника, входит в штрафную — удар… ГОООЛ, ГОООЛ, ГОООЛ, ГОООЛ, ГОООЛ, ГОООЛ! Я СОЙДУ С УМА!!! Кранкль забивает, Австрия выходит вперёд 3:2! Дамы и господа, мы сейчас обнимаемся! Мой коллега Риппель, квалифицированный инженер Пош — обнимаемся и целуемся! Счёт становится 3:2 после великолепного гола Кранкля! Он в одиночку всех обыграл, дамы и господа! И подождите минутку, подождите минутку; возможно, мы можем сейчас позволить себе стаканчик вина. Вот что вам как раз стоит увидеть! Я сейчас встал — южноамериканцы поют. Я думаю, что мы уже их [немцев] победили! Но немцы снова атакуют, навес — мяч выносится с головы, уходит налево к Пеццаю; не отпускайте его, ребята, держите мяч! Осталось две минуты до конца встречи, с мячом сборная Австрии, и я не хочу никого сглазить. Навес в штрафную, и Крейц снова выручает!
Немцы идут вперёд всей командой. Шанс для немцев… Ну…?! Мииииимо!!! Это Абраааааааааамчик! Охота его просто расцеловать. Он оказал нам помощь, один стоял перед воротами… И храааабрый Абрамчик не попал в створ ворот! Бедняга просто разволновался… Осталось 30 секунд, австрийцы выигрывают 3:2. Дамы и господа, впервые за 47 лет сборная Австрии — такая великолепная команда — показывает игру мирового уровня, обыгрывая сборную Германии со счётом 3:2. Мне даже страшно смотреть! Мяч вылетает за пределы поля. Арбитр матча Кляйн из Израиля, по-настоящему беспристрастный арбитр — хотя ему было сегодня нелегко, но он подтвердил свой высокий класс и отработал сегодня превосходно. Последняя минута, снова с мячом немцы, Прохазка выбивает мяч в аут. ВСЁЁЁЁЁ!!! Мы победили Германию, дамы и господа, впервые за 47 лет МЫ ПОБЕДИЛИ ГЕРМАНИЮ!!!
Оригинальный текст (нем.)Und jetzt kann Sara sich noch einen aussichtslos scheinenden Ball einholen, Pass nach links herüber, es gibt Beifall für ihn, da kommt Krankl, vorbei diesmal an seinem […] Bewacher, ist im Strafraum – Schuss … Tooor, Tooor, Tooor, Tooor, Tooor, Tooor! I wer' narrisch! Krankl schießt ein – 3:2 für Österreich! Meine Damen und Herren, wir fallen uns um den Hals; der Kollege Rippel, der Diplom-Ingenieur Posch – wir busseln uns ab. 3:2 für Österreich durch ein großartiges Tor unseres Krankl. Er hat olles überspielt, meine Damen und Herren. Und warten S' noch a bisserl, warten S' no a bisserl; dann können wir uns vielleicht ein Vierterl genehmigen. Also das, das musst miterlebt haben. Jetz bin i aufgstanden, alle Südamerikaner mit ihren Toros(?). I glaub jetzt hammas gschlagn! Angriff aber der Deutschen, aufpassen, wieder Kopfabwehr. Das Leder kommt hinüber nach links zu Pezzey – Pezzey, aber Burschen jetzt follts net um hinten, bleibts aufrecht stehn. Noch zwei Minuten, das Leder wieder bei Österreich, noch wolln ma nichts verschreien. Jetzt kommt die Flanke in unsern Strafraum und da Kreuz hot scho wieder abgewehrt!

Die Deutschen ham alles nach vorn beordert. Eine Möglichkeit der Deutschen! Und!? Daneeeeben! Also der Abraaaamczik – obbusseln möcht' i den Abramczik dafür. Jetzt hat er uns g'hooolfn. 'llein vor dem Tor stehend. Der braaave Abramczik hot daneben gschossn. Der Orme wird si' ärgern. Noch 30 Sekunden. 3:2 für Österreich. Nach 47 Jahren meine Damen und Herren liegt eine österreichische Nationalmannschaft, aber wos für ane, eine Weltklassemannschaft, die da heute spielt, gegen die Bundesrepublik mit 3:2 in Führung. Und jetzt trau i mi scho gar net mehr hinschauen. Aussigschossen ins Out. Schiedsrichter Klein aus Israel, ein ganz hervorragender Schiedsrichter, er hat es nicht leicht heut ghabt, aber hat bis jetzt klass gepfiffen. 45. Minute, noch einmal Deutschland am Ball und Prohaska haut den Ball ins Out. Aus!!! Deutschland geschlagen, meine Damen und Herren, nach 47 Jahren kann Österreich zum ersten Mal wieder Deutschland besiegen!

О матче вспоминали и спустя долгие годы: 16 мая 2008 года, ровно за месяц до футбольного матча группы B чемпионата Европы 2008 года между Австрией и Германией в Вене состоялось представление режиссёра Массимо Фурлана. На стадионе Герхарда Ханаппи в округе Хюттельдорф были восстановлены события того памятного матча. За постановкой наблюдали три тысячи человек: Фурлану удалось восстановить события с точностью до минуты. Постановка сопровождалась аудиозаписью комментариев Эди Фингера.